# Heidi Diggelmann
Pour les articles homonymes, voir Diggelmann.
Heidi Diggelmann, née à Berne le 3 décembre 1936 et morte le 21 janvier 2022, est une médecin, chercheuse et professeure universitaire suisse. Elle a été présidente du Fonds national suisse (FNS) de 1997 à 2004.

## Biographie
Née au sein d’une famille très modeste, Heidi Diggelmann effectue des études en médecine à l'Université de Berne et obtient un master en 1961, suivi d'un doctorat en 1964. Après une spécialisation en médecine interne, elle se réoriente vers la biologie et se consacre à la recherche. 
Durant sa carrière, elle se spécialise progressivement dans la recherche virale. Elle commence sa pratique dans un laboratoire à Berne avant de rejoindre l'Institut Suisse de Recherche Expérimentale sur le Cancer, dont elle est cheffe du Département de Biologie Moléculaire entre 1977 et 1991. Elle prend ensuite la direction de l'Institut de Microbiologie de l'Université de Lausanne entre 1991 et 2001. 
Parallèlement, Heidi Diggelmann est membre puis vice-présidente du Conseil des Écoles polytechniques fédérales entre 1991 et 1995, membre du Conseil Suisse de la Science et de l'Innovation entre 1997 et 1999 et Présidente du Fonds national suisse entre 1997 et 2004,,. Ses recherches portent sur la virologie moléculaire, les rétrovirus spéciaux et leur potentiel cancérigène, l'oncogenèse virale et les mécanismes d'induction de tumeurs par les virus.
Heidi Diggelmann s'engage notamment pour la promotion des femmes dans la recherche, l'interdisciplinarité et le dialogue entre science et société, cela à travers l'Académie suisse des sciences médicales, la Fondation Science et Cité ou encore de la Fondation Brocher. En 2010, le magazine Bilan la mentionne parmi les 300 personnalités les plus influentes de Suisse. En 2018, elle fait l'objet d'un entretien avec l'Association Films Plans-Fixes. Heidi Diggelmann est docteure honoris causa de l'Université de Bâle et de l'Université de Lausanne.
Heidi Diggelmann décède le 21 janvier 2022 à l'âge de 85 ans,.

## Prix
- 1976 - Prix Friedrich Miescher
- 1984 - Prix Cloëtta
- 1992 - Prix Otto Nägeli de la Fondation Bonizzi Theler
- 1993 - Prix de l'État de Berne
- 2008 - Prix de l'Université de Lausanne